# Arthur Harden
Sir Arthur Harden (Manchester, 1865. október 12. - Bourne End, 1940. június 17.) angol vegyész, biokémikus. 1929-ben Hans von Euler-Chelpinnel megosztva elnyerte a kémiai Nobel-díjat "a cukor erjedésének és az erjesztő enzimek tanulmányozásáért".

## Tanulmányai
Arthur Harden 1865. október 12-én született Manchesterben, Albert Tyas Harden üzletember és Eliza MacAlister harmadik gyermekeként és egyetlen fiaként. Nyolc lánytestvére volt. A család meglehetősen nonkonformista, puritán elvek szerint élt és Harding is egész életében ezt az életmódot követte. Magániskolában tanult Victoria Parkban (1873-1877), majd a staffordshire-i Tettenhall College (1877-1881) és a Manchesteri Egyetem Owens College-ének diákja volt, ahol 1885-ben első osztályú minősítéssel végzett kémiából. 1886-tól Dalton-ösztöndíjjal az Erlangeni Egyetemen tanult Otto Fischer irányítása alatt. 1888-ban megszerezte PhD fokozatát, disszertációjának témája a β-nitrozonaftilamin szintézise és tulajdonságai voltak. 

## Munkássága
Harden a Manchesteri Egyetemen kezdte pályafutását, előbb előadóként majd demonstrátorként és gyorsan haladt előre a ranglétrán. Ekkoriban főleg szervetlen kémiával foglalkozott, a fény hatását vizsgálta szén-dioxid és klórgáz keverékére. 1897-ben megjelent egy cikke, amelyben a neves egyiptológus, Flinders Petrie által kiásott vas- és bronzeszközök összetételét elemezte. Ugyanebben az évben ő lett a vezetője a Brit Megelőző Orvoslási Intézet (British Institute of Preventive Medicine, 1898 után Jenner Intézet, 1903 után Lister Intézet) kémiai részlegéneknek és ekkor kezdte el mikrobiológiai kutatásait. Harden szerette volna elkülöníteni az Escherichia coli (akkori nevén Bacterium coli) egyes változatait, aszerint, miképp fermentálják a cukrokat. Felfedezte a cukorbontás számos végtermékét és meghatározta a bomlás folyamatát. Kimutatta, hogy a bakteriológusok által diagnosztikus célra alkalmazott Voges-Prokauer színreakciót az E. coli aerogenes által termelt acetilmetilkarbinol okozza.
1897-ben Eduard Buchner felfedezte, hogy az alkoholos erjedés szétroncsolt élesztőgombék sejtmentes szűrletében is végbemegy és felfedezte az általa zimáznak nevezett fermentáló enzimet (valójában sok enzim együttese). Harden kimutatta, hogy a zimáz aktivitásvesztésének oka, az, hogy a szűrletben lévő proteináz enzim lebontja. Felfedezte, hogy foszfátsók hozzáadása stimulálja az erjedés folyamatát, valamint, hogy a különböző cukrok hexóz-foszfát formában találhatók a reakcióelegyben. Tanítványával, William John Younggal közösen sikerült a szűrletet dialízis révén két frakcióra bontania, amelyek külön-külön nem voltak képesek a fermentációra, újraegyesítve azonban az igen. A filtrálható, alacsony molekulasúlyú frakciót Harden kofermentnek vagy koenzim I-nek nevezte, de csak annyit tudott megállapítani róla, hogy foszfátot tartalmaz (a svéd Hans von Euler-Chelpin határozta meg, hogy nikotinamid-adenin-dinukleotidról, NAD-ról van szó). Bár Hardennek nem sikerült további részleteket kiderítenie az erjedés bonyolult, soklépcsős folyamatáról, a többi kutató figyelmét a foszfátészterek fontos szerepére irányította.
1912-től 1930-as visszavonulásáig addigi tevékenysége mellett a Londoni Egyetem biokémiaprofesszora is volt. Az első világháború alatt Harden a vitaminokkal foglalkozott, kidolgozott egy élesztő által előállított B-vitamin tartalmú szert és a citromléből eltávolította a cukrokat, fehérjéket és savakat, hogy a skorbut kezelésére alkalmas koncentrátumot hozzon létre. 

## Elismerései
Arthur Harden és Hans von Euler-Chelpin 1929-ben kémiai Nobel-díjban részesült az erjedés folyamatában elért eredményeik elismeréseképpen. 1935-ben megkapta a Royal Society (amelynek 1909 óta tagja volt) Davy-érmét, a következő évben pedig a király lovaggá ütötte. 

## Családja
Harden 1890-ben feleségül vette az új-zélandi Christchurch-ből származó Georgina Bridge-et, de gyermekeik nem születtek. Felesége 1928-ban hunyt el, két évvel Harden nyugdíjba vonulása előtt.
Arthur Harden 1940. június 17-én halt meg a buckinghamshire-i Bourne End-ben, 74 éves korában.